# 毛汝賢
毛汝賢（1531年—？），字子官，號建吾，浙江嘉興府嘉善縣人，竈籍，明朝政治人物。

## 生平
嘉靖三十四年（1555年）乙卯科浙江鄉試第八十四名舉人。嘉靖三十五年（1556年）聯捷丙辰科三甲第一百一十四名進士。工部观政，授直隶鳳陽府推官，四十年升吏部主事，四十二年升员外，四十三年升郎中，四十五年调刑部，隆慶元年（1567年）謫两淮運判，二年升河间府同知，升南京礼部员外郎、精膳司郎中，五年二月升湖广右参议，六年八月升河南副使，大名兵备道，萬曆三年（1575年）三月請告。

## 家族
曾祖毛瑋；祖父毛宗顯；父毛儀，封凤阳府推官；母陳氏，封太孺人。兄时翰、时敏、时乾、时敬、弟时式、时习、时轍、时教、时化。子毛尚忠。